# 罗秀镇 (桂平市)
罗秀镇，是中华人民共和国广西壮族自治区贵港市桂平市下辖的一个乡镇级行政单位。

## 行政区划
罗秀镇下辖以下地区：
罗秀村、伟杨村、军丰村、蒙山村、良石村、植棠村、木村、独堆村、露凤村、露棠村、旺安村、雅石村、新垌村、新伟村、旺盛村、乐雅村、西冲村、廖村、忠东村、忠西村和侣化村。